# Luke Jackson
Luke Ryan Jackson (Eugene, 6 novembre 1981) è un ex cestista e allenatore di pallacanestro statunitense, professionista nella NBA e in Europa.

## Carriera

### High school e carriera universitaria
Frequentò per quattro anni la Creswell High School, giocando sia a pallacanestro che a baseball. Venne nominato giocatore dell'anno nel 1998 e 2000, quando vinse il campionato statale, realizzando 24,2 punti, 8,1 assist e 5,0 palle rubate di media. Finì la sua carriera classificandosi al quarto posto nei marcatori della storia della sua high school, con 2.095 punti.
Jackson continuò poi con successo all'Università dell'Oregon, conducendo, durante l'anno da sophomore il suo ateneo tra le prime otto squadre del torneo NCAA. Fra i suoi compagni c'erano Luke Ridnour e Fred Jones.
Durante i quattro anni universitari Jackson si classificò tra i primi posti in tutte le categorie del suo ateneo.
Secondo per numero di punti, terzo nelle palle rubate, quarto per assist e settimo per i rimbalzi e fu uno dei due giocatori a segnare 1.900 punti prendere 700 rimbalzi e fare 400 assist nella storia dell'ateneo.
La sua partita più memorabile fu contro l'Università del Colorado il 17 marzo 2004, quando fece 40 punti, di cui 29 nel secondo tempo, recuperando uno svantaggio di 18 punti e vincendo la partita 77ª 72.
Durante il primo anno fu il secondo giocatore a segnare una tripla doppia quando, il 17 febbraio 2001, fece registrare 14 punti, 11 rimbalzi e 10 assist contro l'Università di Washington.
Realizzò successivamente un'altra tripla doppia contro l'Università della Florida. Prima di lui soltanto Jason Kidd e Loren Woods erano riusciti a realizzare due triple doppie durante il primo anno di carriera universitaria.
Nel suo anno da senior ha una delle medie di 21,2 punti, 7,2 rimbalzi e 4,5 assist.

### Carriera professionistica
Selezionato dai Cleveland Cavaliers come 10ª scelta nel Draft NBA 2004, giocò solamente 46 partite in due stagioni.
Così Cleveland offrì Jackson più soldi ai Boston Celtics per Dwayne Jones, ma i Celtics decisero di tagliare Jackson prima dell'inizio della nuova stagione.
Jackson decise quindi di firmare per gli Idaho Stampede, nella NBDL, registrando una media di 12,5 punti, 2,3 rimbalzi e 3,2 assist in 30,8 minuti in sei partite, guadagnandosi l'attenzione dei Los Angeles Clippers firmando un contratto di 10 giorni a gennaio 2007 giocando appena tre partite.
Il 25 marzo 2007, dopo essere ritornato agli Stampede giocando 17 partite Jackson firmò un contratto di 10 giorni dai Toronto Raptors per avere un'alternativa di valore. Dopo essersi comportato bene nei pochi minuti a lui concessi firmò un secondo contratto di 10 giorni con un'opzione per un contratto di due anni.
Nell'ultima partita di Toronto della stagione regolare, Jackson realizzò il suo career high di 30 punti il 18 aprile 2007, e 5 assist giocando per 39 minuti nella sconfitta con i Philadelphia 76ers.
Il 29 ottobre 2007 fu tagliato dai Raptors, ritornato agli Stampede il 4 dicembre 2007 giocò una partita segnando 30 punti in 31 minuti con 7/14 da due 11/11 tiri liberi e 5/6 da tre punti con 4 rimbalzi, 9 assist, 1 palla rubata e 1 stoppata, lasciando poi la squadra andandosi ad allenare con i Miami Heat. Il 12 dicembre 2007, gli Heat decisero di tagliare Anfernee Hardaway per inserire Jackson in rosa.
Con i Miami Heat ottenne una media di 8,9 punti, 1,0 rimbalzi e 0,7 assist. Venne tagliato dagli Heat il 6 febbraio 2008.
Ad agosto 2008 firmò con i Portland Trail Blazers ad agosto 2008 ma fu tagliato per permettere ai Blazers di tenersi sotto il limite di 15 giocatori.
Dopo l'ennesimo ritorno con gli Stampede, a dicembre 2008 fu selezionato al NBDL All-Star Game il 3 febbraio 2009. In seguito giocò con i Dallas Mavericks nella summer league 2009.
Il 12 agosto 2009 si trasferì ad Italia firmando un contratto annuale con la Carife Ferrara.
Chiuse il campionato con le seguenti medie: 28 partite giocate; 14,1 punti; 48,2% da due; 38,6% da tre; 5,2 rimbalzi; 2,3 assist (dati verificabili sul sito della legabasket)

## Palmarès
- Oregon HS Player of the Year (2000)
- NCAA AP All-America Second Team (2004)
- Miglior tiratore da tre punti NBDL (2007)
- Campione NBDL (2008)